# Даль, Софи
Софи́ Даль (англ. Sophie Dahl), урождённая Хо́ллоуэй (англ. Holloway; род. 15 сентября 1977, Лондон, Англия, Великобритания) — английская актриса, писательница и фотомодель.

## Биография
Софи Даль родилась 15 сентября 1977 года в Лондоне. Родители Софи — актёр Джулиан Холлоуэй (род. 1944) и писательница Тесса Даль (род. 1957), которые расстались ещё до рождения дочери. У Софи есть младшая сводная сестра и два младших сводных брата по матери: Кловер Марта Патриша Келли (род. 1984), Люк Джеймс Ролд Келли (род. 1986) и Нед Даль (род. 1994). Дед Софи по матери — писатель Роальд Даль.

## Карьера
Софи дебютировала в кино в 1999 году, сыграв роль узницы в фильме «Сумасшедшие коровы».
В 2003 году Софи дебютировала в качестве писательницы, выпустив иллюстрированную новеллу «Мужчина с танцующими глазами» (англ. The Man with the Dancing Eyes). В 2010 году по истории Даль был снят телесериал «Восхитительная мисс Даль».
Также некоторое время работала моделью. 
Даль начала работать моделью в 18 лет после встречи с Изабеллой Блоу, которая была редактором британского Vogue. В следующем году Даль дебютировала на подиуме. Участвовала в рекламных кампаниях Versace, Alexander McQueen, Pringle, Gap. В 2003 году снялась для календаря Пирелли.

## Личная жизнь
С 9 января 2010 года Софи замужем за музыкантом Джейми Каллумом (род.1979), с которым она встречалась 3 года до их свадьбы. У супругов есть две дочери — Лайра Каллам (род. 02.03.2011) и Марго Каллам (род. 04.03.2013).

## Фильмография
| Год  |     | Русское название           | Оригинальное название              | Роль             |
| ---- | --- | -------------------------- | ---------------------------------- | ---------------- |
| 1999 | ф   | Сумасшедшие коровы         | Mad Cows                           | узница           |
| 2000 | ф   | Бест                       | Best                               | Ева Харальдстед  |
| 2002 | ф   | Трагедия мстителя          | Revengers Tragedy                  | Имоджен          |
| 2002 | ф   | Нужные люди                | People I Know                      | Тилли            |
| 2003 | кор | Нью-йоркские истории       | New York Stories                   | Софи             |
| 2003 | кор | Только постоянный номер    | Standing Room Only                 | Вероника         |
| 2004 | ф   | Король Болливуда           | King of Bollywood                  | Кристал Чаурасия |
| 2006 | ф   | Маленький беглец           | Little Fugitive                    | модель-русалка   |
| 2006 | тф  | Детский праздник во дворце | The Children's Party at the Palace | Софи             |